# La Marche de l'empereur
La Marche de l'empereur, pubblicato nel 2005, è un album della cantautrice francese Émilie Simon, colonna sonora del film La marcia dei pinguini (titolo originale La Marche de l'empereur).
Il lavoro di stesura dei brani iniziò prima dell'incontro tra Émilie Simon e Luc Jacquet (regista del film) ed alcuni erano già basati sul tema del freddo e del ghiaccio.

## Tracce
1. The Frozen World – 4:23
2. Antartic – 2:36
3. The Egg – 4:31
4. Song of the Sea – 2:04
5. Baby Penguins – 3:01
6. Attack of the Killerbirds – 2:48
7. Aurora Australis – 1:18
8. The Sea Leopard – 1:33
9. Song of the Storm – 3:15
10. Mother's Pain – 1:45
11. To the Dancers on the Ice – 3:15
12. All Is White – 3:19
13. The Voyage – 4:45
14. Footprints in the Snow (traccia bonus) – 2:45
15. Ice Girl (traccia bonus) – 3:29
16. Antartic (versione lunga) – 11:17